# مشروع دستور المغرب 1908
مشروع دستور المغرب 1908 هو مقترح دستور للدولة المغربية، نشر بين أبريل و نونبر 1908، في جريدة لسان المغرب، التي كانت تصدر من طنجة، إبان حكم السلطان عبد الحفيظ. تكون مشروع الدستور، الذي يختلف المؤرخون حول هوية محرريه، من 93 مادة، فصلت سلطات المؤسسة الملكية و الحكومة و الهيئة التشريعية. رغم عدم تفعيله، يعتبر مشروع 1908، أول مشروع دستور متكامل في التاريخ الدستوري المغربي، يذكر مفهوم فصل السلط؛ و تم نشره مباشرة بعد عزل السلطان عبد العزيز و بيعة السلطان عبد الحفيظ، وفق عقد بيعة مشروطة.

## وصلات خارجية
- مشروع الدستور المغربي لسنة 1908  عدالة جوست، مجلة قانونية.